# 1264 Летаба
1264 Летаба (1264 Letaba) — астероїд головного поясу, відкритий 21 квітня 1933 року.
Тіссеранів параметр щодо Юпітера — 3,146.